# 해뜨기 전

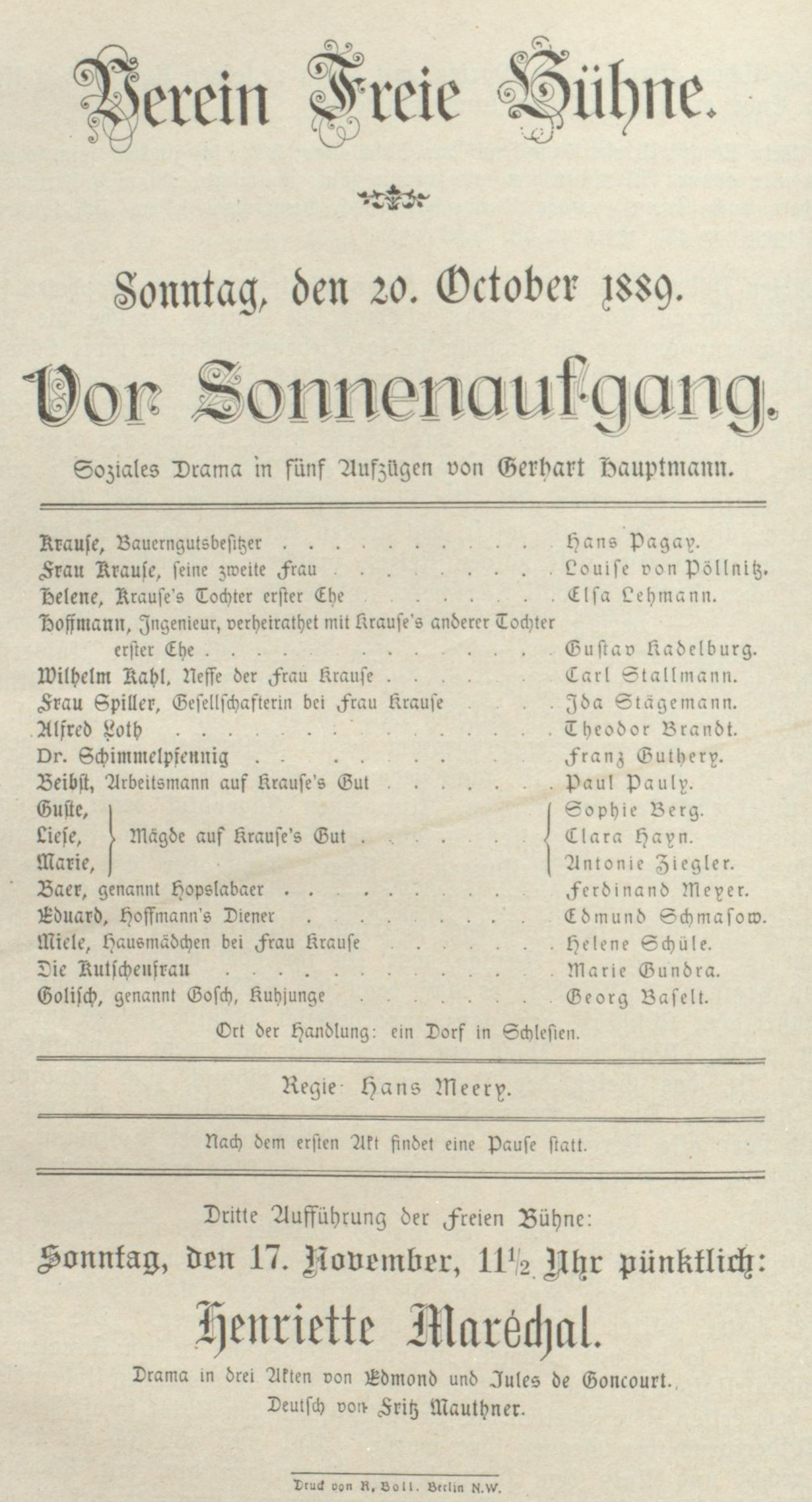

《해뜨기 전》(Vor Sonnenaufgang, 1889년)은 게르하르트 하웁트만의 희곡이다.
유전과 환경의 강력한 힘을 묘사한 하우프트만의 5막 사회극이다. 사회 개혁주의자이자 금주론자인 로트는 광산 노동자들의 생활 상태를 조사하기 위해 북독일 빅돌프에 갔다. 그 마을에는 로트의 대학 시절 친구인 호프만이 탄광으로 벼락 부자가 된 크리우제의 장녀인 마르타와 결혼하여 살고 있었다.
호프만은 학생 때 사회주의 운동에 가담하였다. 경력이 있지만, 졸업하자마자 금(金) 채광에 관심을 두어 크라우제 집안의 양자가 되었고, 지금은 광부들을 착취하고 있다. 로트는 변함없이 사회주의 운동을 위해 투쟁하고 있다. 그런데 이 집은 알코올 중독자가 많은 대음주가의 집안으로 세 살된 아들이 음주벽 때문에 죽어버렸다. 아버지나 어머니 모두가 추하고 더러운 생활을 하는 환경속에서 순수함을 잃지 않은 차녀 헬레네는 로트에게 마음을 빼앗기게 된다. 로트 또한 헬레네를 사랑하기에 이르지만 의사로부터 이 집안의 음주벽 등의 유전에 대해 듣게 된다. 그 후 로트는 자신의 이념과 가치에 충실하고자 헬레네를 버리고 그 마을을 떠난다. 헬레네는 로트가 남긴 편지를 보고는 절망한 나머지 스스로 목숨을 끊는다.
이 작품은 하우프트만의 처녀 희곡으로 1889년 10월 베를린 레싱좌에서 상연된 후 수법과 내용의 참신한 감동으로 일대 화제를 불러일으켰다. 이에 따라 하우프트만은 자연주의 문학의 기수로서 위치를 확고히 하게 되었다.